# Ipriflavon
Az ipriflavon (INN: ipriflavone) csontképződést fokozó és csontfelszívódást gátló gyógyszer. In vitro adatok szerint megakadályozza a csontvesztést a GnRH-analógot(en) használó premenopauzás, menopauzás, továbbá mind normál, mind csökkent csontállományú posztmenopauzás nőkben. Fokozza az ösztrogének által stimulált kalcitonin-képződést.
A rendelkezésre álló klinikai adatok azt sejtetik, hogy az ipriflavon in vivo is sikerrel alkalmazható, azonban az ezt igazoló korszerű klinikofarmakológiai vizsgálatok egyelőre még váratnak magukra.
A sportolók és a testépítők oxigénfelhasználást javító, kalciumot visszatartó, roboráló hatása miatt alkalmazzák, gyakran a klinikai vizsgálatokban szereplő 600 mg-ot többszörösen meghaladó (1200–2000 mg/napi) adagban, mely a mellékhatásokat is felerősíti.
Az ipriflavonnak, mint az izoflavonoidoknak általában, ösztrogén hatása is van, a kutatások szerint azonban ez független a csontra gyakorolt hatástól.

## Mellékhatások
Agranulocitózis, limfocitopéniát, gyomor-bél rendszeri zavarokat, a kumarinok hatásának növelését, a teofillin metabolizmusának gátlását, a májenzimértékek növekedését, valamint csökkent vörösvérsejtszámot idézhet elő.

## Története
Feuer László és társai a Chinoin Gyógyszergyárban fejlesztették ki a BME  Szerves Kémia tanszékével együttműködve 1969-ben a szójában található daidzeinből(en). Hét évnyi állatkíséret után 1981-ben kezdték el klinikai próbákat. Egy két éven keresztül tartó vizsgálat során kimutatták, hogy hat hónapos ipriflavon, és 1g-os kalciumkezelés után a csontsűrűség 1,4%-kal emelkedett.
Az 1980-as években a Chinoin világbanki hitelből Európában is kimagasló szintű ipriflavon-üzemet létesített. A készítmény neve: Osteochin. Ez volt az első szájon át is adható csontritkulás elleni szer.
Jelenleg recept nélküli étrendkiegészítőként kapható, mint amerikai fejlesztés.

## Készítmények
A nemzetközi gyógyszerforgalomban önállóan:
- Iprical
- Ipriosten
- Iprosten
- Osten
- Osteochin
- Osteofix
- Osteoplus
- Osteoquine
- Rebone
- Yambolap

Kombinációban:
- Calflavone
- Ipridol
- Osteopro
- Refirm

Magyarországon már nincs gyógyszertári forgalomban.